# National Board of Review Awards 1940
La 12ª edizione dei National Board of Review Awards si è tenuta il 22 dicembre 1940.

## Classifiche

### Migliori dieci film
- Furore (The Grapes of Wrath), regia di John Ford
- Il grande dittatore (The Great Dictator), regia di Charlie Chaplin
- Uomini e topi (Of Mice and Men), regia di Lewis Milestone
- La nostra città (Our Town), regia di Sam Wood
- Fantasia, regia di James Algar, Ben Sharpsteen, David D. Hand, Samuel Armstrong, Ford Beebe, Norman Ferguson, Jim Handley, T. Hee, Wilfred Jackson, Hamilton Luske, Bill Roberts e Paul Satterfield
- Viaggio senza fine (The Long Voyage Home), regia di John Ford
- Il prigioniero di Amsterdam (Foreign Correspondent), regia di Alfred Hitchcock
- The Biscuit Eater, regia di Stuart Heisler
- Via col vento (Gone With the Wind), regia di Victor Fleming
- Rebecca - La prima moglie (Rebecca), regia di Alfred Hitchcock

## Premi
- Miglior film: Furore (The Grapes of Wrath), regia di John Ford
- Miglior film straniero: La moglie del fornaio (La femme du boulanger), regia di Marcel Pagnol
- Miglior documentario: The Fight for Life, regia di Pare Lorentz